# Schizotrypus
Schizotrypus is een geslacht van rechtvleugeligen uit de familie krekels (Gryllidae). De wetenschappelijke naam van dit geslacht is voor het eerst geldig gepubliceerd in 1954 door Lucien Chopard.

## Soorten
Het geslacht Schizotrypus omvat de volgende soorten:
- Schizotrypus conradti Gorochov, 1996
- Schizotrypus planus Gorochov, 1999
- Schizotrypus variegatus Chopard, 1954